# Andrena chylismiae
Andrena chylismiae är en biart som beskrevs av Linsley och Macswain 1961. Andrena chylismiae ingår i släktet sandbin, och familjen grävbin. Inga underarter finns listade i Catalogue of Life.